# Villiers-le-Bel
Villiers-le-Bel és un municipi francès, situat al departament de Val-d'Oise i a la regió de l'Illa de França. L'any 1999 tenia 26.330 habitants.
Forma part del cantó de Villiers-le-Bel, del districte de Sarcelles i de la Comunitat d'aglomeració Roissy Pays de France.